# 28 May (Metro de Bakú)
28 May es una estación del Metro de Bakú. Se inauguró el 6 de noviembre de 1967. Está conectado con la Estación de ferrocarril de Bakú adyacente por un túnel peatonal.